# Dongle
 (juillet 2009).
Si vous disposez d'ouvrages ou d'articles de référence ou si vous connaissez des sites web de qualité traitant du thème abordé ici, merci de compléter l'article en donnant les références utiles à sa vérifiabilité et en les liant à la section « Notes et références ».

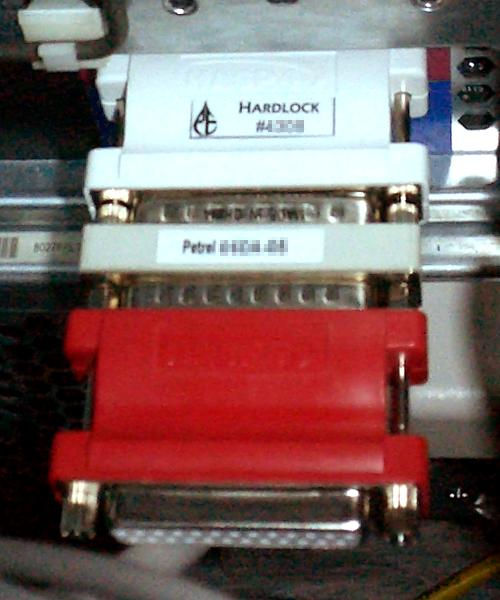
Un dongle sur port parallèle

Un dongle (ou sentinelle) est un composant matériel se branchant sur les ordinateurs ou les téléviseurs, généralement sur un port d'entrées-sorties.

## Description
De l’anglais dongle ou dangle signifiant « se balancer » ou « laisser pendre »
Utilisé pour désigner des clefs matérielles de protection qui se branchaient sur les ports parallèles et sans lesquelles l’utilisation d’un logiciel était impossible. Ils s’intercalaient dans la liaison avec l’imprimante.
Aujourd'hui les clefs matérielles de protection sont le plus souvent USB et sont encore largement utilisées.
Les dongles USB sont désormais sans pilote, ils sont automatiquement reconnus et la plupart d'entre eux sont compatibles sous Windows, Mac et Linux en 32 et 64 bits. L'utilisation en version 16 bits est désormais anecdotique.
Les fonctionnalités des dongles ont également bien évolué. Désormais ce type d'équipement contient un micro-contrôleur puissant qui, au-delà de l'aspect de la seule protection logiciel, permet également d'assurer des fonctions de chiffrement, de sécurisation de données dans le dongle, de disposer de fonctionnalités de partage réseau du dongle.
Un dongle de protection logicielle permet aujourd'hui d'obscurcir du code source, d'exécuter une partie des algorithmes dans le dongle, de chiffrer et d'encapsuler le logiciel protégé ainsi que les fichiers associés. De tels dongles disposent même parfois de mémoire Flash, donc très différent du « dongle parallèle » des années 1980.
Un dongle peut désigner toutes sortes de matériels comme des périphériques de stockage (clés USB), des clés permettant de se connecter à un réseau Wi-Fi, bluetooth, 3G ou infrarouge, ou encore de recevoir la TNT (relié à une antenne). Branchés sur un port HDMI, les dongles (tels que Chromecast de Google ou Streaming Stick Roku) peuvent également offrir la possibilité de se connecter au réseau WI-FI permettant de diffuser les contenus directement sur la TV depuis un téléphone, une tablette ou un ordinateur.

## Historique

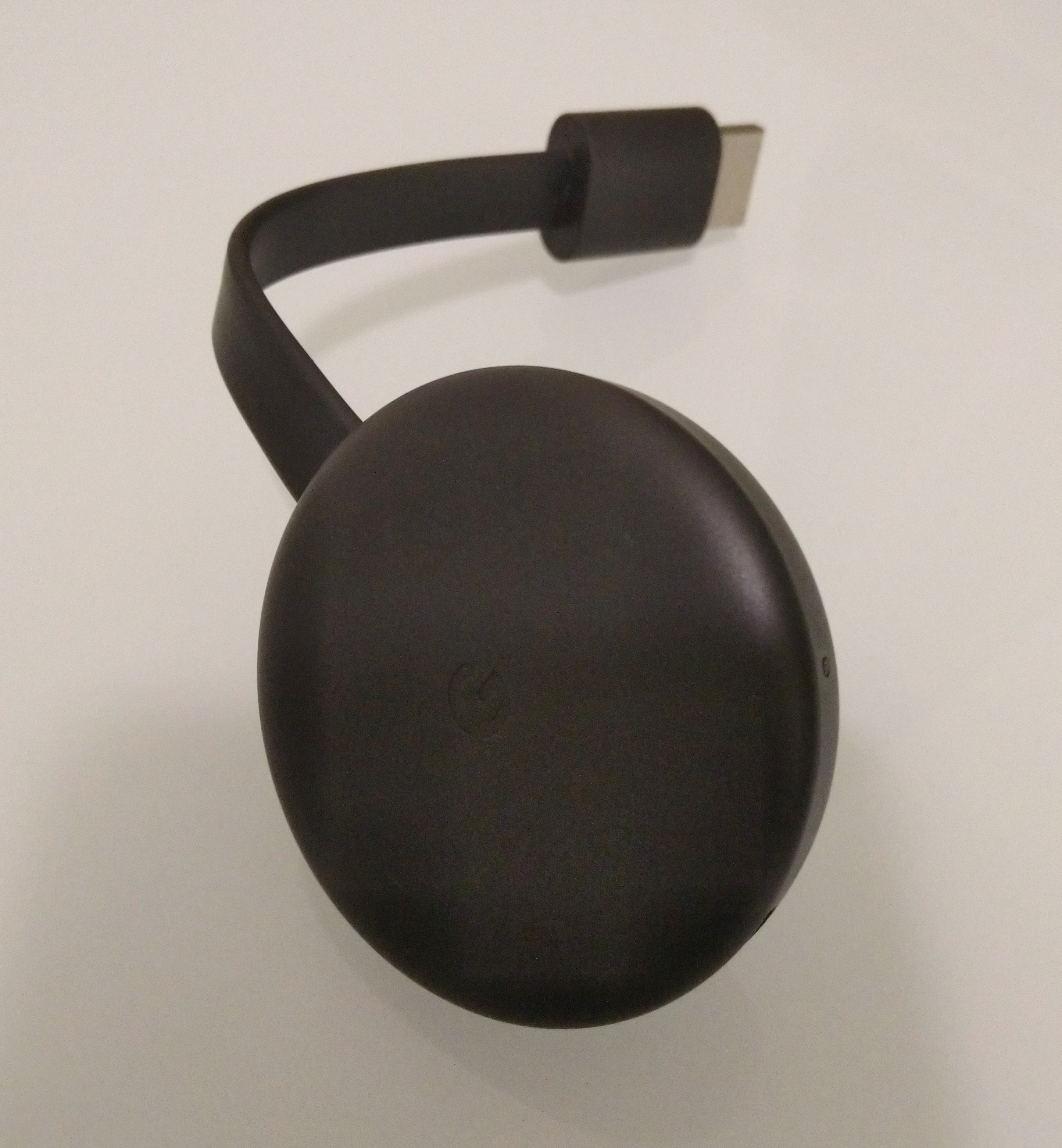
Google Chromecast de 3ème génération

Historiquement, ils étaient branchés sur le port parallèle de l'ordinateur. Aujourd'hui il est possible de se brancher sur un port USB. L'encyclopédie Universalis a longtemps utilisé ce type de protection contre le piratage.
Dans les années 1980, ce terme désignait des matériels destinés à valider le droit d'utiliser un logiciel, remplissant le rôle de « verrous matériels », mesures techniques de protection avant l'heure.
En 2014, Google lance Chromecast, un dongle qui à l'instar d'une set-top box permet à l'utilisateur d'avoir accès à l'écosystème Google sur son téléviseur.

## Domaines d'utilisation
Dans le domaine du jeu vidéo, le dongle est utilisé comme élément de sécurité anti-piratage. Il fonctionne de pair avec le jeu, qui peut être stocké sur différents supports (DVD, ROM, cartouche). Le dongle est constitué par une carte MS ou carte mémoire comportant un programme qui empêche le lancement du jeu s'il n'est pas présent. Plusieurs systèmes d'arcade utilisent cette technique, par exemple le System 246 de Namco, ou le Naomi de Sega.
Il est encore à l'heure actuelle utilisé pour certains types d'application. Sur les systèmes d'exploitation récents, les anciens dongles sur port parallèle doivent être remplacés par des dongles USB.

Dongles sur port parallèle
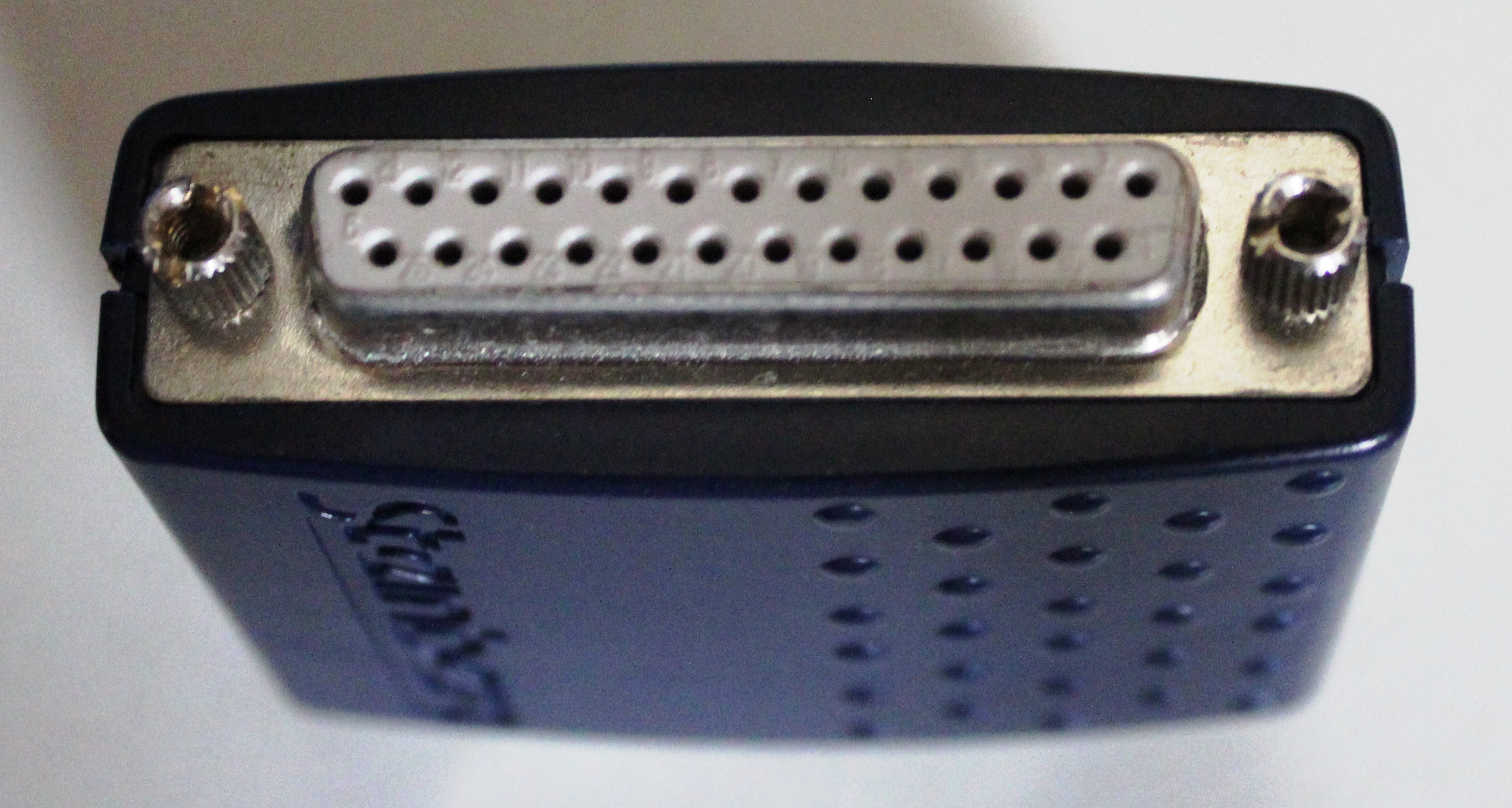
Vue des broches femelles
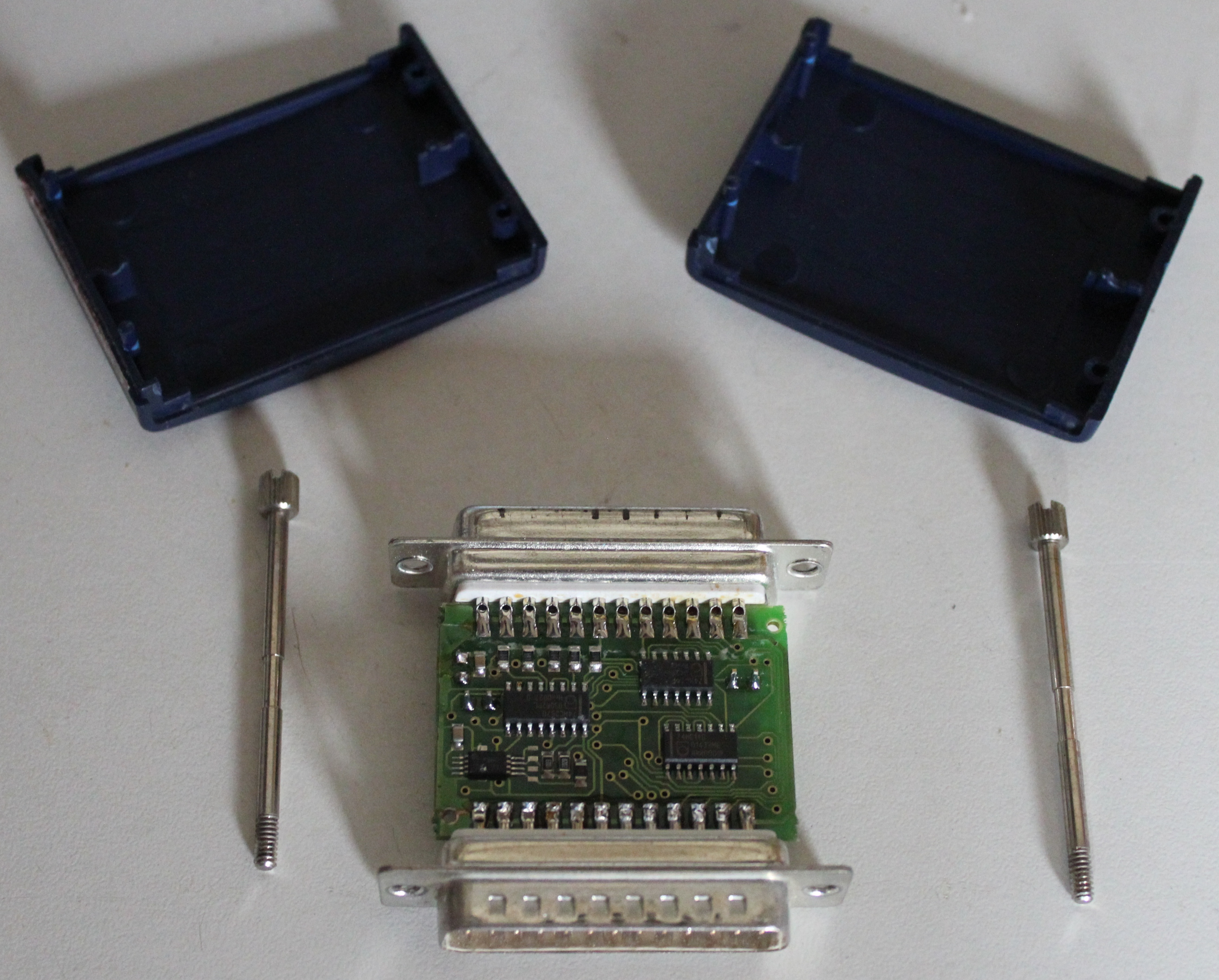
Eclaté
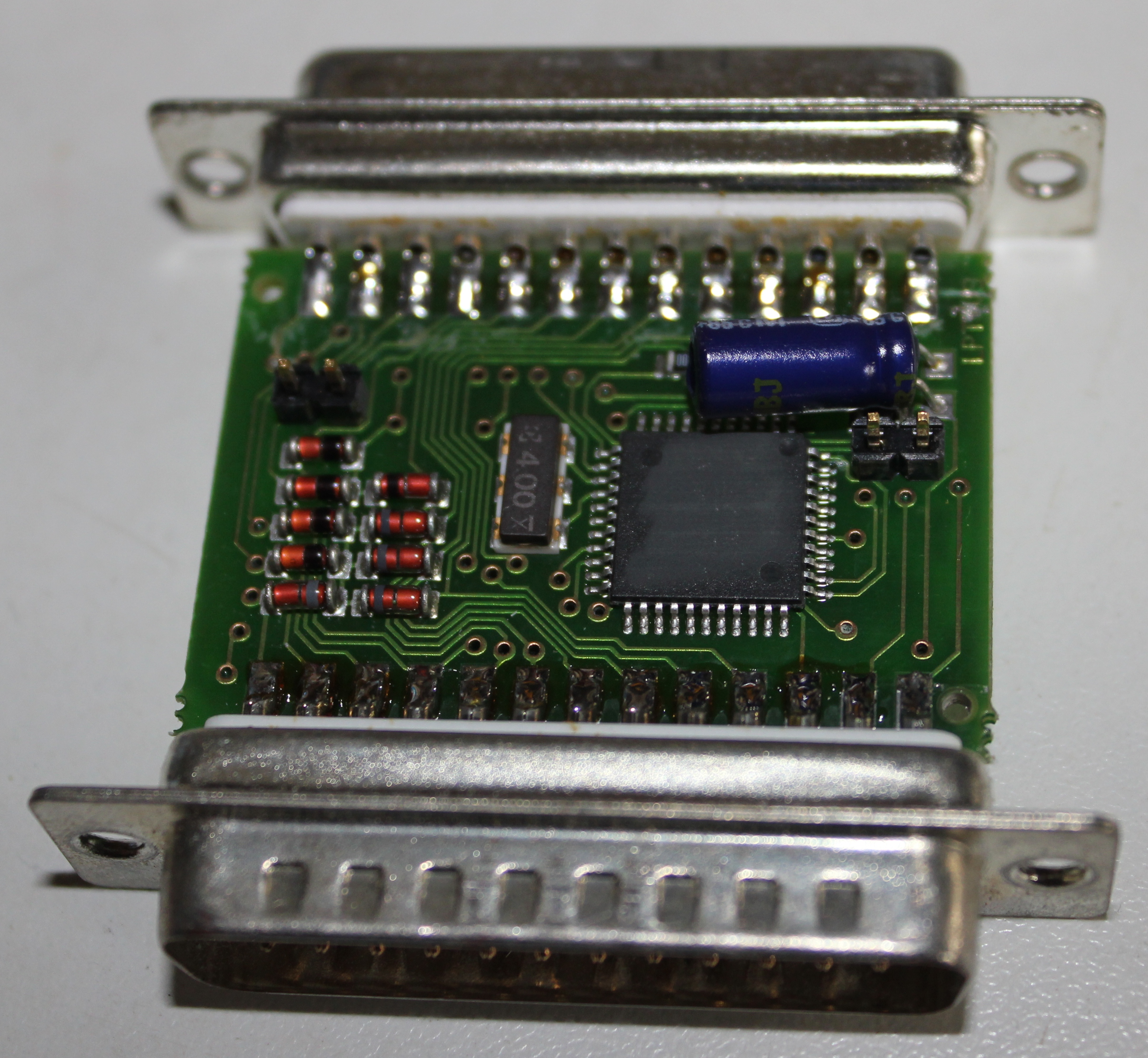
Vue interne

## Le marché du dongle en France
Le marché du dongle en France compte les acteurs historique suivants :
- Aplika[2] distribue les clés Dinkey depuis 1999 ;
- Unikey[3] depuis 2008. Racheté par Gemalto Fin 2014 pour 890 M$[4]